# Mikkel Bolt
Mikkel Bolt (født 1973) er en dansk kunsthistoriker, ansat som professor ved Institut for Kunst- og Kulturvidenskab, Københavns Universitet.  
Uddannet ved Aarhus Universitet og studieophold ved bl.a. Université Denis Diderot, Paris. Han er marxistisk kunsthistoriker og har publiceret bøger og artikler om moderne kunst, fascisme og revolutionær politik. Flere af hans bøger er blevet oversat til engelsk, fransk og italiensk.  
Bolt er en del af det venstreradikale miljø i København og han har sammen med billedkunstneren og aktivisten Jakob Jakobsen arrangeret en række seminarer om bykamp, billedpolitik og situationisme i Folkets Hus på Nørrebro. 
Mikkel Bolt førte gennem flere år en samtale med Das Beckwerk/ Madame Nielsen om liv og kunst, som er samlet i bøgerne I sammenbruddets tjeneste (2008) og Resten er tavshed (2018).   

## Debat
Der er for få eller ingen kildehenvisninger i dette afsnit, hvilket er et problem. Du kan hjælpe ved at angive troværdige kilder til de påstande, som fremføres.

- I 2009 beskrev Bolt gadefesten i Hyskenstræde som det bedste nyere danske kunstværk i et interview i Politiken. “Kunstekspert roser hærværk", Politiken, 22. august, 2009.
- I forbindelse udgivelsen af Krise til opstand kritiserede Bolt i 2013 den danske venstrefløj for at have opgivet at lave omfattende samfundsændringer. “Venstrefløjen har mistet evnen til at læse verden", Information, 15. november, 2013. På et debatmøde i januar 2014, arrangeret af Morten Thing og Tania Ørum, kritiserede Preben Wilhjelm Bolts analyse. Information og Weekendavisen rapporterede fra debatten: Anna Ulman: “Jo flere der melder sig ud af Enhedslisten des bedre", Information, 24. januar, 2014.
- I forbindelse med folketingsvalget i 2019 opfordrede Bolt folk til ikke at stemme. “Folketingsvalget er en falsk udgave af demokrati og vi gør bedst i ikke at stemme", Politiken, 1. juni, 2019.
- I 2017 havde Bolt en debat i Informations med Pelle Dragsted og andre om Enhedslistens rolle i dansk politik. “Enhedslisten og resten af venstrefløjen skal væk", Information, 9. juni, 2017; “På sommerlejr med Enhedslisten", Information, 31. juli, 2017.
- I 2020 forsvarede Bolt buste-aktionen, hvor Anonyme kunstnere og Katrine Dirckinck-Holmfeld fjernede en buste af Frederik V fra Kunstakademiet og sænkede den i havneløbet. “Kunsthistoriker forsvarer hærværk mod buste", Berlingske, 13. november, 2020.

## Bøger
- Den sidste avantgarde. Situationistisk Internationale hinsides kunst og politik (Forlaget Politisk Revy, 2004).
- I sammenbruddets tjeneste. Samtaler ved Peder Holm-Pedersen (s.m. Das Beckwerk), (Gyldendal, 2008).
- Avantgardens selvmord (28/6, 2009, 2. udgave: Antipyrine, 2013).
- En anden verden. Små kritiske epistler om de seneste årtiers antikapitalistiske satsninger i kunst og politik og forsøgene på at udradere dem (Nebula, 2011).
- Krise til opstand. Noter om det igangværende sammenbrud (Antipyrine, 2013).
- Crisis to Insurrection: Notes on the Ongoing Collapse (Minor Compositions, 2015).
- Samtidskunstens metamorfose (Antipyrine, 2016).
- Trumps kontrarevolution (Nemo, 2017).
- Resten er tavshed (s.m. Madame Nielsen) (Antipyrine, 2018).
- Hegel after Occupy (Sternberg Press, 2019).
- På råbeafstand af marxismen (Antipyrine, 2019).
- Late Capitalist Fascism (Polity, 2021).

## Redigerede værker (udvalg)
- Livsform. Perspektiver i Giorgio Agambens filosofi (red.s.m. Jacob Lund Pedersen), (Forlaget Klim, 2005).
- City Rumble. Kunst, intervention og kritisk offentlighed (red. s.m. Karin Hindsbo), (Forlaget politisk revy, 2005).
- Fællesskabsfølelser (red.s.m. Jacob Lund), (Forlaget Klim, 2009).
- Totalitarian Art and Modernity (red.s.m. Jacob Wamberg), (Aarhus University Press, 2010).
- Expect Anything Fear Nothing: The Situationist Movement in Scandinavia and Elsewhere (red.s.m. Jakob Jakobsen), (Nebula & Autonomedia, 2011).
- Bevidsthedsudvidelse og verdensomlægning. Kunsten som revolutionens selvkritik. Akter fra seminaret om Mikkel Bolts En anden verden (Nebula, 2012).
- Kapitalisme som religion (red.s.m. Dominique Routhier) (Nebula, 2015).
- Cosmonauts of the Future: Texts from the Situationist Movement in Scandinavia and Elsewhere (Nebula & Autonomedia, 2015).

## Artikler online (udvalg)
- “Situationistisk Danmarkskort", DFUK, nr. 9, 2003.
- “De undertrykte blev de ubrugelige" Arkiveret 28. september 2022 hos  Wayback Machine, Le monde diplomatique, august 2006.
- “Uvidenhedens tidsalder. Noter om avantgarde, billedpolitik, kapitalkritik, rekolonisering og militant islamisme” (Webside ikke længere tilgængelig), Ny Mutant: 1, 2007.
- “The Upper Hand: The Eviction at the Youth House in Copenhagen” Arkiveret 16. juni 2008 hos  Wayback Machine, Radical Philosophy, nr. 143, 2007.
- “At administrere konflikten. Den arkitektoniske besættelse af Palæstina og krigen mod terror” i GAIA. Tidsskrift for international solidaritet, nr. 58, 2008.
- “Hvad gør vi med Bin Laden? De antihegemoniske bevægelser og den islamiske fundamentalisme”, Det Ny Clarté, nr. 6, 2008.
- “Ja, selvfølgelig, men... En note om Derridas reservation over for det politisk engagement", Passage, nr. 61, 2009.
- "Om billedregimer, statsapparater og deres mulige kollaps", Jakob Jakobsen (red): Billed Politik (København: Nebula, 2010).
- “Alt har slået fejl og vi har vundet" Arkiveret 5. marts 2016 hos  Wayback Machine, Følgeessays til Den kommende opstand (Århus: Edition After Hand, 2011).
- “Besæt alt", Politiken, 17.11, 2011.
- “Kontrarevolutionen er i fuld gang", Politiken, 9.11, 2013. http://politiken.dk/debat/kroniken/ECE2127047/kontrarevolutionen-er-i-fuld-gang/
- “Opstand, revolution eller re-komposition (af kapitalen)?", Samfundsøkonomen, nr. 4, 2013. https://www.djoef-forlag.dk/services/samf/samfdocs/2013/2013_4/samf_2013_4_4.pdf (Webside+ikke+længere+tilgængelig)
- “Marx og Occupy", foredrag til Arbejdermuseets Marx Marathon, 17.11, 2013. https://www.youtube.com/watch?v=kBLVBiYXBb4
- “Enhedslisten og resten af venstrefløjen skal væk, så vi kan forandre samfundet", Information, 9. juni, 2017. https://www.information.dk/debat/2017/06/enhedslisten-resten-venstrefloejen-vaek-saa-kan-forandre-samfundet
- “En lidt rarere kapitalisme er ingen revolution", Information, 26. juni, 2017. https://www.information.dk/debat/2017/06/lidt-rarere-kapitalisme-ingen-revolution
- “Så længe venstrefløjen sværger til nationalstaten, er den politisk impotent", Information, 6. september, 2017. https://www.information.dk/debat/2017/09/saa-laenge-venstrefloejen-svaerger-nationalstaten-politisk-impotent
- “Klimakampen forstærker en farlig autoritær udvikling", Politiken, 26. november, 2019. https://politiken.dk/debat/debatindlaeg/art7489235/Klimakampen-bl%C3%A5stempler-den-autorit%C3%A6re-stat
- “Coronakrisen blåstempler den autoritære stat", Politiken, 29. marts, 2020. https://politiken.dk/debat/debatindlaeg/art7726254/Coronavirussen-forst%C3%A6rker-den-farlige-autorit%C3%A6re-udvikling
- “Afbrændingen af butikker og politibiler i USA er en politisk kritik af en racial kapitalisme", Politiken, 15. juni, 2020.https://politiken.dk/debat/art7816998/Afbr%C3%A6ndingen-af-butikker-og-politibiler-i-USA-er-en-politisk-kritik-af-en-racial-kapitalisme
- Professor og forfatter: Det er kun et spørgsmål om tid før opstandene kommer til Danmark, Politiken, 27. maj, 2023 kl. 15.30

## Interviews (udvalg)
- "Ungdomshusbevægelsen er defensiv", Modkraft, 2008. Arkiveret 22. september 2008 hos  Wayback Machine
- "Samtaler over en afdød", Politiken, 2009.
- “This World we Must Leave", Kopenhagen.dk, 2010. Arkiveret 30. april 2011 hos  Wayback Machine
- “Venstrefløjen har mistet evnen til at læse verden", Information, 15. november, 2013.http://www.information.dk/478606
- “En kunsthistotiker ser rødt", Kunstkritikk.no, 2013. http://www.kunstkritikk.dk/artikler/en-kunsthistoriker-ser-rodt/?d=dk
- “Vi har et omfattende destruktivt arbejde foran os", Modkraft, 2013. http://modkraft.dk/artikel/vi-har-et-omfattende-destruktivt-arbejde-foran-os
- “Mikkel Bolt: Deltagelseskunst er et røgslør", Weekendavisen, 2. december, 2016. https://www.weekendavisen.dk/2016-48/kultur/deltagelseskunst-er-et-roegsloer
- “Mikkel Bolt: Kunst er altid politisk", Information, 4. september, 2017. https://www.information.dk/kultur/2017/08/mikkel-bolt-kunsten-adlyde-eksternt-definerede-regler
- “Mikkel Bolt: Folketingsvalget er en falsk udgave af demokrati og vi gør bedst i ikke at stemme", Politiken, 1. juni, 2019. https://politiken.dk/debat/art7215300/Folketingsvalget-er-en-falsk-udgave-af-demokrati-og-vi-g%C3%B8r-bedst-i-ikke-at-stemme
- “Mikkel Bolt: På råbeafstand", Weekendavisen, 26. juni, 2019. https://www.weekendavisen.dk/2019-30/kultur/paa-raabeafstand